# Tito Manlio Imperioso Torcuato

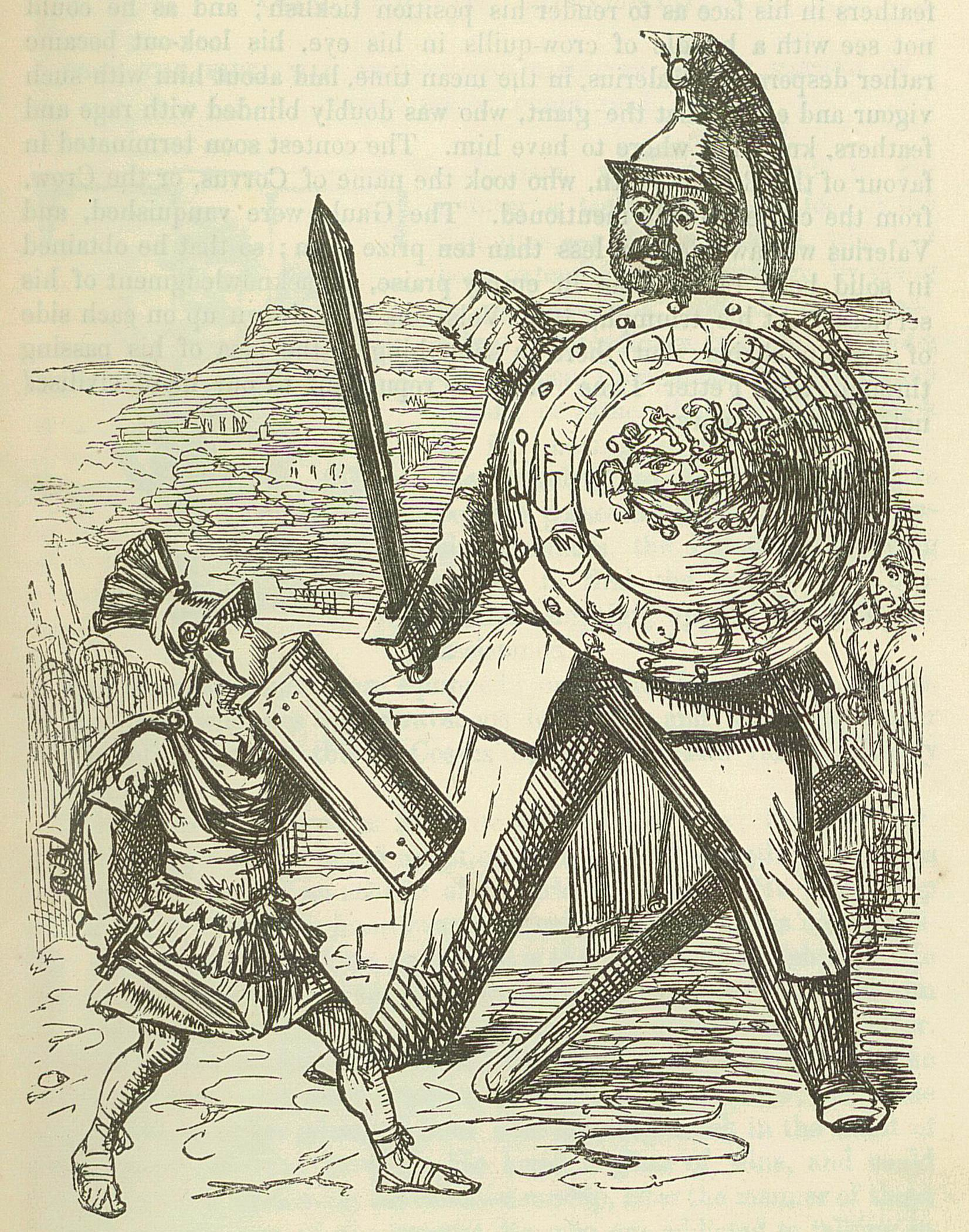
Caricatura de Tito Manlio enfrentando al gigantesco galo.

Tito Manlio Imperioso Torcuato (en latín, Titus Manlius Imperiosus Torquatus) hijo de Lucio Manlio Capitolino Imperioso, el dictador del año 363 a. C., héroe favorito de la historia romana. Poseía, de acuerdo a los relatos, las virtudes características de los antiguos romanos, siendo un hombre valiente, un hijo obediente, y un padre severo, y nunca permitió que los sentimientos o la amistad interfirieran con lo que él consideraba su deber para con su país.

## El joven Manlio
El tribuno Marco Pomponio acusó al padre de Manlio en el año 362 a. C., por las crueldades que había practicado en su dictadura en el año anterior, para excitar un odio contra él, representándolo, al mismo tiempo, como un padre cruel y tiránico. Tan pronto como el joven Manlio oyó hablar de esto, se apresuró a ir a Roma, obtuvo una cita con Pomponio temprano en la mañana y obligó al tribuno, bajo amenaza de muerte, a jurar que iba a abandonar la acusación contra su padre. Aunque el dictador Manlio no era popular entre el pueblo y había recibido el apellido de Imperiosus a causa de su altivez, sin embargo, estaban encantados con el cariño filial del joven Manlio, al que no solamente le perdonaron su violencia para con un tribuno de la plebe, sino que lo eligieron como uno de los tribunos de los soldados en el curso del mismo año.

## Su fama
En el año siguiente, 361 a. C., según Tito Livio, pues en otros relatos dan diferentes años, Manlio sirvió a las órdenes del dictador Tito Quincio Penno Capitolino Crispino en la guerra contra los galos, y en esta campaña ganó gloria inmortal por la muerte en combate que le dio a un gigantesco galo, que había salido de las filas de los celtas y había retado a un romano para luchar contra él. 
Del cuerpo sin vida del bárbaro, Manlio tomó la cadena (torques), que le adornaba, y la colocó alrededor de su cuello. Sus compañeros en sus canciones le dieron el sobrenombre de Torquatus (Torcuato), sobrenombre que lo siguió para siempre, y que se transmitió a sus descendientes. Su fama llegó a ser tan grande, que fue nombrado dictador en el año 353 a. C., antes de que obtuviera el consulado, a fin de continuar la guerra contra los Caerites y los etruscos. 
En 349 a. C. se le volvió a ofrecer la dictadura con el propósito de la celebración de los comicios.

## Sus consulados
Dos años después, en 347 a. C., fue cónsul por primera vez con Cayo Plaucio Venón, año durante el cual nada de importancia se produjo, salvo la sanción de una ley da fenore. Fue cónsul por segunda vez en 344 a. C. con Cayo Marcio Rútilo, y una tercera vez en el año 340 a. C., con Publio Decio Mus

## La severidad de Manlio Torcuato
En su tercer consulado Torcuato y su colega ganaron una gran victoria sobre los latinos, a los pies del Vesubio, batalla que estableció para siempre la supremacía de Roma en el Lacio. En esta batalla, llamada Batalla del Vesubio, Manlio fue capaz de aplastar a los aliados latinos y perseguirlos hasta Campania, luego del sacrificio de Publio Decio Mus.
El nombre de Torcuato se hizo famoso en esta guerra a causa de la ejecución de su hijo. Poco antes de la batalla, cuando los dos ejércitos estaban acampados frente a otros, los cónsules hicieron el anuncio de que ningún romano debía entrar en combate singular bajo pena de muerte. A pesar de esta proclamación, el joven Manlio, hijo del cónsul, provocado por los insultos de un noble de Tusculano de nombre de Mettius Geminius, aceptó el desafío, mató a su adversario, y llevó el botín de sangre en triunfo a su padre. La muerte fue su recompensa. El cónsul no pasó por alto esta infracción de la disciplina, y el infortunado joven fue ejecutado por un lictor en presencia del ejército reunido. Esta acción hizo a Torcuato un objeto de odio entre los jóvenes romanos, mientras vivió y el recuerdo de su severidad se ha conservado en edades posteriores bajo la expresión de la Manliana imperia. 
Torcuato no es mencionado de nuevo por Tito Livio, pero de acuerdo a los fastos fue dictador por tercera vez en el año 320 a. C.